# 布利德尼
50°6′50″N 27°35′56″E / 50.11389°N 27.59889°E
布利德尼（烏克蘭語：Блидні），是烏克蘭西部的村莊，隸屬赫梅利尼茨基州的舍佩蒂夫卡區。該村始建於1765年，面積0.53平方公里，2001年人口173，人口密度每平方公里328.3人。